# Roussillon (Isère)
Roussillon település Franciaországban, Isère megyében. Lakosainak száma 8584 fő (2022. január 1.). Roussillon Auberives-sur-Varèze, Saint-Maurice-l’Exil, Salaise-sur-Sanne, Ville-sous-Anjou, Assieu, Clonas-sur-Varèze és Le Péage-de-Roussillon községekkel határos.

## Népesség
A település népessége az elmúlt években az alábbi módon változott:
| Lakosok száma | 7339 | 7173 | 7365 | 7806 | 8102 | 8272 | 8455 | 8457 | 8460 | 8584 |
|               | 1968 | 1982 | 1990 | 2006 | 2013 | 2015 | 2017 | 2019 | 2020 | 2022 |